# Cruel, Cruel Love
Cruel, Cruel Love es la vuitena pel·lícula protagonitzada per Charles Chaplin, que hi interpreta un personatge diferent del clàssic Charlot. Aquest curtmetratge es va filmar entre el 21 i 27 de febrer de 1914 i es va estrenar el 26 de maig d'aquell any. Escrita per Craig Hutchinson per a la Keystone Film Company, també hi actua Minta Durfee. No és clar si va ser dirigida per George Nichols o per Mack Sennett o si aquest darrer únicament supervisà la filmació.

## Repartiment
- Charles Chaplin (Mr. Dovey/ Lord Helpus)
- Edgar Kennedy (majordom)
- Minta Durfee (Minta)
- Eva Nelson (criada)
- Bill Hauber (jardiner)
- Glen Cavendar (doctor barbut)
- Harry Russell (doctor calb)
- Billy Gillbert (conductor de l'ambulància més baix)
- Bert Hunn (conductor de l'ambulància més alt)

## Argument
Charlie està festejant amb Minta, la seva enamorada, quan s'adonen que la criada de Minta els observa des de l'altra habitació. Ella, enfadada, fa sortir la criada de casa cap al jardí. Més tard, quan Charlie marxa es troba la criada i en aquell moment es torça el turmell. S'asseuen tots dos en un banc i aleshores arriba la seva promesa que es pensa que l'enganya, li torna l'anell de prometatge i li diu que no el vol tornar a veure. Charlie intenta explicar-se, però és en va, de manera que torna a casa. Desesperat, decideix suïcidar-se prenent verí. El seu majordom, l'observa d'amagat des de l'altra habitació i s'adona que en realitat només ha begut aigua, cosa que li fa molta gràcia. Charlie es retorça creient que s'ha enverinat.
Mentrestant, el xicot de la criada, el jardiner, explica a la promesa de Charlie que és innocent per lo que ella l'envia a portar-li una nota en que el perdona. Charlie, després de rebre la nota, li diu al jardiner que és massa tard, que s'ha enverinat. El jardiner corre a avisar la promesa. Charlie, creient que només li queden uns minuts de vida, crida una ambulància per demanar que l'ajudin a expulsar el verí. Quan arriben els metges, el majordom els explica la veritat i ells accepten seguir amb la broma i es diverteixen veient en Charlie tan espantat.
Arriba la núvia que el trobarà al llit de mort, però el majordom també li explica la veritat i que Charlie no està en perill. Ella corre a explicar-li i ell, enfadat, respon pegant el majordom i els metges en una baralla esbojarrada. Un cop els ha fet fora, Charlie i la seva promesa s'abracen a mesura que la imatge s'esvaeix.